# Giro City
Giro City és una pel·lícula dramàtica de televisió britànica de 1982 escrita i dirigida per Karl Francis. És protagonitzada per Glenda Jackson, Jon Finch i Kenneth Colley. La pel·lícula es va estrenar als Estats Units amb el títol And Nothing But the Truth el 1984.

## Argument
Un equip de periodistes s'enfronta a la censura quan persegueixen una història.

## Repartiment
- Glenda Jackson - Sophie
- Jon Finch - O'Mally
- Kenneth Colley - Martin
- James Donnelly - James
- Karen Archer - Brigitte
- Graham Berry - TV10 Cameraman
- Chris Renty - TV10 Soundman
- David Quilter - TV10 Lawyer
- Peter Halliday - Government Minister
- Simon Coady - Awards Compere
- Emrys James - Tommy Williams
- Simon Jones - Henderson
- Michael Lees - GNH Chairman
- Bruce Alexander - GNH Lawyer
- David Beames - Joe
- Sharon Morgan - Social Worker

## Producció
El pressupost era de 441.000 £.